# Tarzan et ses fauves
Tarzan et ses fauves (The Beasts of Tarzan) est un roman d'Edgar Rice Burroughs et le troisième tome de la série de Tarzan. Il fut publié pour la première fois sous forme de feuilleton dans le magazine All-Story Cavalier en 1914. Il fut publié pour la première fois sous forme de livre par l'éditeur A. C. McClurg (en) en 1916.

## Résumé
L’histoire commence un an après la conclusion du précédent livre, Tarzan (Lord Greystoke) et Jane ont un fils, qu’ils ont nommé Jack. Tarzan a passé beaucoup de temps à construire un domaine sur les terres à Uziri, la terre des guerriers Waziri en Afrique, mais il retourne dans sa propriété à Londres pour la saison des pluies. 
Les adversaires de Tarzan du précédent roman, Nikolas Rokoff et Alexis Paulvitch, s’échappent de prison et kidnappe l’héritier Greystoke. Leur piège est élaboré et insidieux, menant Tarzan et Jane à être aussi kidnappés. Rokoff exile Tarzan sur une île africaine couverte d’une jungle, dans l'Atlantique. Il l’informe que Jack sera laissé à une tribu cannibale pour y être élevé comme l’un des leurs, tandis que le destin de Jane est laissé à son imagination.
Utilisant son adresse et son intelligence, Tarzan gagne la compagnie de Sheeta, la vicieuse panthère et s’alliera à une tribu de grands singes menée par l’intelligent Akut. Avec leur aide, Tarzan regagne la terre et commence une longue poursuite pour retrouver Jane et Jack le long du fleuve Ugambi. Celle-ci cherche à traverser le continent vers le nord-est, jusqu'à l'Afrique orientale allemande.

## Éditions

### Version originale
- Titre : The Beasts of Tarzan

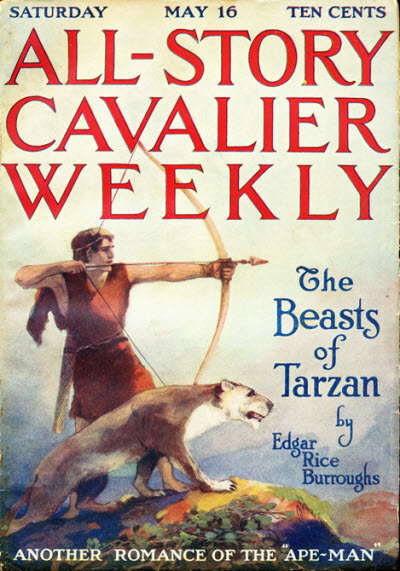
Couverture du All-Story Cavalier Weekly du 16 mai 1914 mettant en vedette The Beasts of Tarzan, publiée en feuilleton

- Parution en magazine : All-Story Cavalier Weekly, 16 mai au 13 juin 1914
- Parution en livre : A.C.McClurg & Co., 1916

### Éditions françaises en périodique
- Tarzan parmi les fauves, "Robinson", n° 35 à 45 (1936)

### Éditions françaises en livre
- 1938 : Tarzan parmi les fauves (Hachette)
- 1970 : Tarzan chez les fauves (Édition Spéciale)
- 1986 : Tarzan et ses fauves (Néo)
- 1994 : Tarzan parmi les fauves (Bibliothèque Verte)
- 2012 : La Légende de Tarzan (Omnibus). Intégrale regroupant les cinq premiers tomes dont Tarzan et ses fauves.   (ISBN 978-2-2580-9180-1)

## Adaptations

### Bande dessinée
Le livre a été adapté en bande dessinée par Gold Key Comics dans Tarzan n°157, daté de janvier 1967, avec un scénario de Gaylord DuBois et les dessins de Russ Manning.